# Cydia walsinghami
Cydia walsinghamii là một loài bướm đêm thuộc họ Tortricidae. Nó là loài đặc hữu của Kauai, Oahu, Maui và Hawaii.
It has very variable wing patterns.
Ấu trùng ăn the seeds và twigs of Acacia koa và Acacia koaia. Chúng sống ở dead twigs và also bore into tips of living twigs.